# Fernández (apellido)
Fernández es un apellido patronímico muy difundido en España.Según datos del 2016 del INE, es el cuarto apellido más extendido en España pues, tras García, González y Rodríguez, lo llevan como primer apellido 917 924 españoles.

## Etimología
«Fernández» es una variante de «Hernández» y proviene del germánico «Fredenand» o «Fridnand» (gótico *Frið-nanð 'valentía el protector' aunque también se ha interpretado como *Farð-nanð 'valentía para el viaje'). Otras formas de «Fernández»: «Ferreduela», «Hernández», «Ferrán», «Ferrandis»... 
La versión árabe de este apellido es «Ibn Faranda». Fue utilizado por los mozárabes y muladíes en al-Ándalus. 
Los apellidos patronímicos están muy difundidos y son aquellos que han sido originados por un nombre propio. En el antiguo Reino de Castilla y en países que fueron sus colonias, principalmente se utilizaba la desinencia -ez, relacionado con el Reino de Navarra.

## Frecuencia
Por orden de frecuencia es el:
- 4.º apellido más frecuente en España.[2]
- 4.º apellido más frecuente en Argentina.
- 5.º apellido más frecuente en Uruguay.
- 10.º apellido más frecuente en Paraguay.
- 14.º apellido más frecuente en México.
- 15.º apellido más frecuente en Venezuela.
- 21.º apellido más frecuente en Filipinas.
- 22.º apellido más frecuente en Perú.
- 30.º apellido más frecuente en Chile.

Dentro de España es más frecuente en las provincias de Asturias (7,397 %), León (5,828 %),  Lugo (5,757 %) y Orense (5,757 %); según el INE, a fecha 01/01/2021 en España llevan el apellido de Fernández: 905 914 como primer apellido, 916 827 como segundo apellido y 49 866 como ambos apellidos.

## Escudo de armas
Dado que Fernández es un apellido patronímico no existe un origen común y tampoco existe un escudo único para el apellido, existiendo por una parte diferentes linajes o casas solares con derecho a usar escudo y por otra apellidos sin escudo por no pertenecer a una casa solar, no teniendo parentescos entre sí unos con otros. Sólo el estudio genealógico de un apellido permite establecer si le corresponde o no el uso de un escudo específico.
Al apellido Fernández se da entre otros los siguientes escudo de armas:
- En campo de plata, un roble de sinople, y delante de su tronco, un león parado al natural, que tiene entre sus garras y tendido a sus pies un lobo de color sable.[5]

- Para los de Asturias y a algunos de Castilla: de oro, un pino de sinople terrazo de lo mismo, y, apoyadas en él, dos lanzas de sable con los hierros de plata, y al pie del pino, una cabeza de jabalí de sable degollada con los colmillos de plata.

- Para los del valle de Cabuérniga (Cantabria): de gules, un castillo de oro aclarado de azur, y un águila de plata sobre la torre de su homenaje, herida por una saeta de oro y vertiendo sangre.

- Los del valle de Carriedo (Cantabria), que pasaron a México: de plata, tres fajas de sinople. Bordura de azur con cuatro castillos de plata y cuatro leones rampantes de oro, alternando.

- Para otros de Castilla: de azur, tres veneras de oro sumadas de tres flores de lis del mismo metal.

|  |
|  |

|  |
|  |

|  |
|  |

|  |
|  |